# Albin Swoboda (Sänger, 1836)
Albin August Heinrich Emil Swoboda (* 13. November 1836 in Neustrelitz; † 4. August 1901 in Oberlößnitz) war ein deutsch-österreichischer Operettensänger (Tenor) und Schauspieler.

Albin Swoboda

## Leben
Swoboda stammte aus einer Schauspielerfamilie, sein Vater war der Schauspieler und spätere Opernsänger Josef Swoboda (1806 in Prag – 1882 in Berlin), seine Mutter die dramatische Sängerin Angelika Perechon (1816–1846). Albin kam 1848 nach Wien. Gegen den Willen des Vaters ging er ans Theater in der Josefstadt, danach nach Krakau, Salzburg und Linz. Er trat mit komischen Gesangsrollen als Tenor hervor. 1857 engagierte ihn Johann Nestroy ans Carltheater, wo er in Volksstücken großen Erfolg hatte. 1859 wechselte er an das Theater an der Wien und spielte in Operetten und Singspielen. 1874 wirkte er kurze Zeit in der künstlerischen Leitung des Ringtheaters in Wien, später am Deutschen Theater in Budapest.
Nach finanziellen Schwierigkeiten und einigen Zwischenstationen ging er 1881 an das Dresdner Hoftheater, wo er in der Folgezeit nur noch als Hofschauspieler agierte.
Swoboda war zweimal verheiratet, erst mit der Wiener Operetten-Interpretin Friederike Fischer (1844–1898), von der er geschieden wurde und die 1898 in Dresden verstarb, in zweiter Ehe mit der Schauspielerin Gretchen Swoboda (1872–1921). Aus erster Ehe stammten die in Wien geborene Tochter Margareta Swoboda (1872–1921), Schauspielerin am Hofburgtheater Wien, später Mitglied des Braunschweiger Hoftheaters, dann des Hoftheaters München, und der in Dresden geborene Sohn Albin Swoboda Jr. (1883–1970), ein Bassbariton.
Albin Swoboda verstarb 1901 in Oberlößnitz und wurde auf dem Alten Katholischen Friedhof in Dresden beigesetzt.

## Ehrung

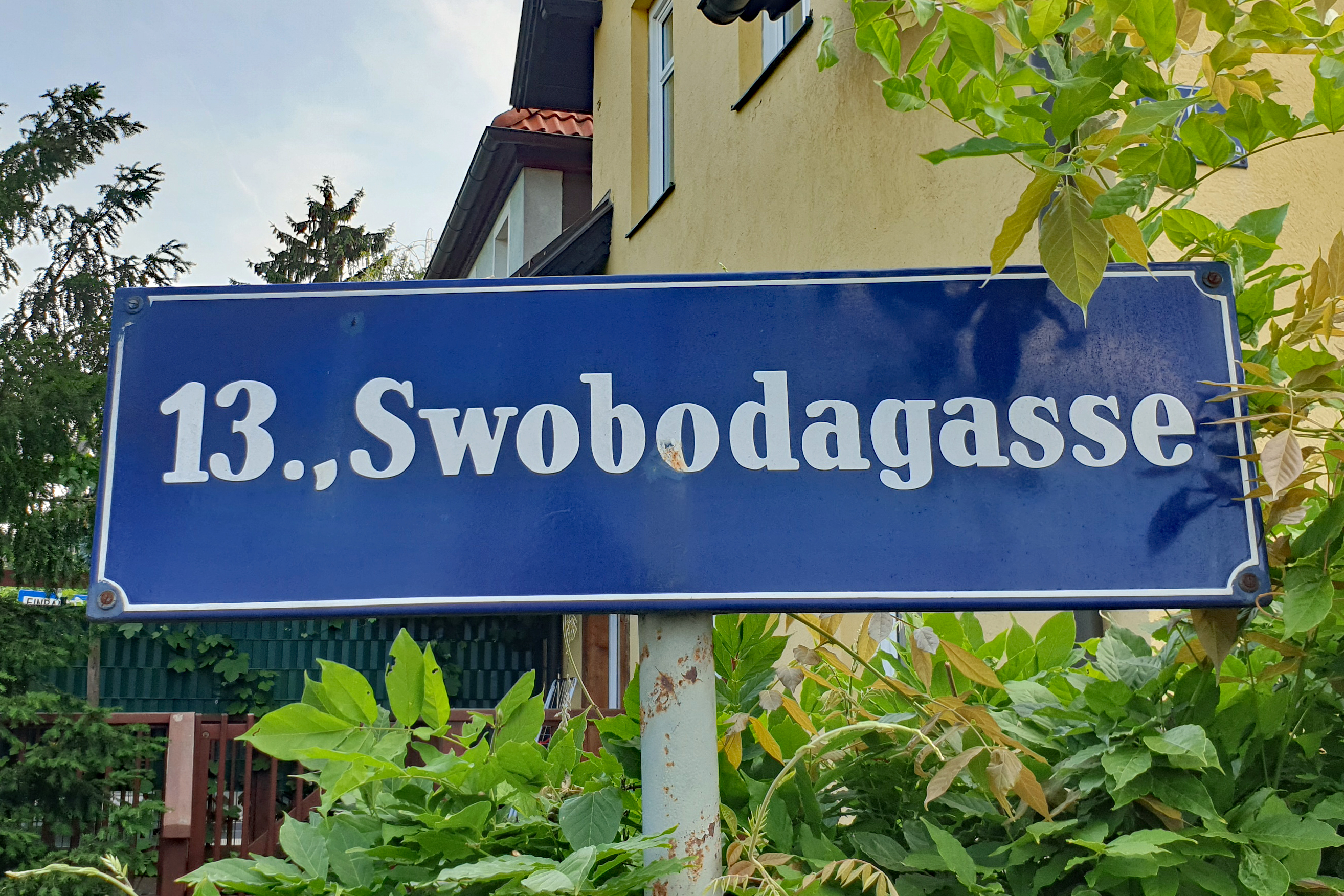
Straßenschild Swobodagasse

Im Jahr 1955 benannte man die Swobodagasse in Wien-Hietzing nach ihm.